# Wetterzeube
Wetterzeube es un municipio situado en el distrito de Burgenland, en el estado federado de Sajonia-Anhalt (Alemania), a una altitud de 264 metros. Su población a finales de 2015 era de unos 1800 habitantes y su densidad poblacional, 44 hab/km².